# Кангро, Тауно
Та́уно Ка́нгро (эст. Tauno Kangro, род. 25 мая 1966 года, Таллин) — эстонский скульптор и художник. Член Союза художников Эстонии (1994).

## Биография
В 1984 году Тауно Кангро окончил среднюю школу № 20 в Таллине.
Для того, чтобы избежать призыва в армию и возможного попадания на Афганскую войну, Тауно поступил в Таллинскую техническую школу на специальность «гончар-каменщик». От исполнения воинской обязанности мог бы спасти Художественный институт, но поступлению туда препятствовало недостаточное умение рисовать: в скульптурной студии Таллинского дома пионеров (ныне — Центр по интересам «Кулло» в таллинском парке Лёвенру), куда подростком ходил Тауно, рисовать не учили. Однако, как раз в то время было принято решение ликвидировать технические школы, приравняв их к профессиональным училищам. Это означало, что юноши, учившиеся в технических школах, и в их числе — Тауно, попали в число потенциальных призывников военного комиссариата.
На медицинской комиссии последним врачом, осматривавшим Тауно, была женщина-психиатр доктор Пальвар, которая сразу спросила, хочет ли он идти в армию или нет. Тауно честно ответил, что не хочет, а на вопрос: «Чего же ты тогда хочешь?» рассказал доктору о своей мечте поступить в художественный институт и создавать большие бронзовые и гранитные скульптуры. После такого рассказа доктор признала его психически негодным к воинской службе, утверждая, что если человеку типа Тауно дать в руки оружие, он застрелит какого-нибудь сослуживца. Позже выяснилось, что доктор Пальвар предложила свои услуги военному комиссариату именно для того, чтобы спасать мальчишек с творческими задатками от военной службы.
С 1976 по 1984 год Тауно Кангро учился в скульптурной мастерской художника Калью Рейтеля в Таллине, затем, с 1986 по 1993 год, на отделении скульптуры в Эстонской академии художеств.
С 1992 по 1999 год преподавал рисование в 32-й средней школе в Таллине и в Коллегии образования Старого города.
В своих произведениях скульптор использует много камня и металла, по его слoвам, в них кроется невероятно могучая сила, и ему этот материал особенно близок как самый правильный материал для воплощения персонажей эстонcких эпосов, а также мифических и магических персонажей.
В конце мая 2016 года мастер отметил свое пятидесятилетие большой выставкой «Mогучая сила камней и металлов» на Площади Вабадузе в Таллине. Специально для этого события был построен огромный стеклянный павильон с люстрами и красной дорожкой. Место проведения выставки было выбрано не случайно. Тауно Кангро очень нравится архитектура площади Вабадузе, и для него был немаловажен тот факт, что эпос Эстонии Калевипоэг будет «пахать на этом поле». Часть экспозиции была выставлена в церкви Яани, где можно было ознакомиться c религиозными персонажами скульптора. Если балерины в пятидесятилетнем возрасте уже давно на пeнсии, то, по мнению Кангро, художник к этому времени только созрел и впереди в плане творчества ещё много надо успеть.
Занимается меценатством. За спонсорскую деятельность в 2011 году был награждён благодарственной грамотой Таллина и титулом «Многолетний спонсор». Многолетним спонсором признается физическое или юридическое лицо, которое пять лет подряд входило в число «золотых» или «серебряных» спонсоров. «Золотыми спонсорами» признаются физические лица, пожертвовавшие городу или городскому учреждению либо фонду в денежном или неденежном выражении от 6400 евро, и юридические лица, чьи пожертвования превысили 12 800 евро. Для «серебряных спонсоров» эти суммы составляют соответственно от 3200 евро и 6400 евро.
Был членом Центристской партии Эстонии с мая 2006 года по апрель 2012 года. 26 апреля 2012 года на эстонском портале Дельфи была опубликована статья репортёра Мадиса Юргена, в интервью которому Тауно Кангро рассказал, что его вступление в Центристскую партию произошло под давлением тогдашнего председателя городского собрания Таллина Эльмара Сеппа, угрозами лишения квартиры и рабочей мастерской в Старом городе и обещанием получать всестороннюю помощь в своих начинаниях, если он станет членом партии (на момент интервью Эльмар Сепп уже отбывал тюремное наказание). Заявление о вступлении в партию Тауно Кангро писал с тяжёлой душой и после выхода из партии считает себя не менее виноватым в сложившейся ситуации, чем Эльмар Сепп.
В 2007 году Кангро создал предприятие по выполнению заказов на изготовление скульптурных произведений — паевое товарищество «SkulptuuriGalerii OÜ». Предприятие располагает учебным классом, студией, мастерскими, галереей-салоном и большим выставочным залом, на предприятии работают 15 человек. Заказы в бронзе размещаются на заводе под Таллином, гранит обычно закупается в Финляндии.
Тауно Кангро дважды женат. У него шесть детей: пять дочерей (три от первой жены) и сын. Вторая жена, Яна, в феврале 2004 года родила Тауно двойняшек: мальчика и девочку Дочь Хелелийз скульптор впервые увидел в 2008 году, когда девочке было 12 лет. Она с мамой, учительницей рисования, жила в маленьком эстонском городке Выру. Сейчас взрослая дочь работает с отцом в одном ателье.
Тауно также рисует пастелью. Излюбленные персонажи его рисунков — обнажённые модели и различные животные.
У гротескно-наивистического творчества Тауно Кангро есть как поклонники, так и хулители. В частности, эстонский художественный критик Мари Картау отозвалась о его скульптурах так: «Многие из них очень уродливы, и чем они больше, тем уродливее».
Тауно очень любит цветы и, по его словам, дарит их женщинам каждый день, а не только 8 марта. В доме скульптора большая коллекция кактусов, которые один из друзей дарит ему на каждый день рождения. Не любит Тауно только лилии из-за их сильного запаха и красные гвоздики.
Визуальной «визитной карточкой» скульптора, по которой его узнают уже издалека, стала его одежда: он постоянно ходит в кожаном бежево-рыжем или тёмно-коричневом сюртуке и кожаном берете. Сам Тауно на вопрос, почему он так одевается, ответил: «Почему бы и нет? Стилизация под народную одежду. Это мой ежедневный наряд, и он хорошо работает на имидж и хорошо чистится. У меня таких десять штук».

## Известные работы

Большой Тылль и Пирет

Думающий человек

Барельеф Фердинанда Вейке

Счастливый трубочист

Кихну Йынн

- 1992 — скульптура «Носорог» (фойе страховой компании ERGO, Таллин)[13]
- 1995 — скульптурная композиция «Отдыхающий» (Тоомпарк, Таллин)[14]
- 2001 — скульптура «Дух хорошего города» (Йыгева, Дом культуры)
- 2002 — скульптурная композиция «Большой Тылль и Пирет добыли хороший улов» (остров Сааремаа, Эстония)[15]
- 2002 — скульптура «Бык» (Раквере)[16]
- 2002 — скульптура «Думающий человек» (Задумчивый мужчина", Мяннипарк, Мустамяэ, Таллин)[17]
- 2002 — скульптуры «Миг до поцелуя» и «Миг после поцелуя» (Мусимяги, Таллин, установлены в 2007 году)
- 2005 — скульптура «Мустамяэская красавица» (Мустамяэ, Таллин)
- 2005 — барельеф Фердинанда Вейке, создателя и художественного руководителя Эстонского государственного кукольного и молодежного театра «NUKU» (улица Лай 1/3, Таллин)
- 2006 — скульптурная композиция «Пашущий Калевипоэг» (парк Сыпрузе, Пылтсамаа, Эстония)[18]
- 2010 — скульптура «Счастливый трубочист» (площадь Карьявярава, Таллин)[19][20]
- 2011 — скульптура «Корова» (улица Виру, 22, у ресторана «GoodwiN»)[21]. Другой вариант «Коровы», у ресторана «GoodwiN Steak House», находится в Хельсинки[22].
- 2011 — памятник «Кихну Йынну» (яхтклуб Пярну)
- 2014 — мемориальная доска «Балтийская цепь» (Айса 39, Пярну)[23]
- 2015 — скульптура «Домовой Юссь» (торговый центр «Viimsi», Виймси)[24]
- 2015 — «Маардуские влюблённые», Маарду[25]

Богатырь Суур Тылль является одним из символов эстонского острова Сааремаа. О нём сложено множество легенд. Считается, что сам остров Сааремаа — это тело богатыря, а остров Муху — голова, которую богатырь потерял в схватке с нечистым исполином Вана-Паганом. Скульптура, которая находится перед спа-отелем «Мери», изображает Большого Тылля и его жену Пирет. Предание гласит, что земля сааремааского полуострова Сырве была мила Тыллю, через неё лежала кратчайшая найденная им дорога к острову Рухну, где у него был капустный огород. И когда жена Тылля Пирет разводила огонь под котлом, Тылль вступал на морскую дорогу и за полчаса успевал туда и обратно, принося Пирет капусту как раз к моменту, когда начинала закипать вода.
Скульптура быка была установлена на холме Валлимяги недалеко от замка над Раквере в 2002 году на 700-летие города и стала его символом. Бык стоит на большом постаменте, на котором выгравированы имена помогавших в этом затратном проекте и герб Раквере. Место было выбрано не случайно. Согласно легенде, здесь когда-то упала голова быка, и древние эсты назвали это место Тарвас, что означало «голова тура». Согласно другой народной легенде, потирание половых признаков самой большой скульптуры животного в Прибалтике сулит трущему половое здоровье. Длина быка — 7,1 метра, высота — 3,5 метра (с гранитным основанием — 5 метров). Расстояние между рогами — 3,4 метра. Вес примерно 7000 кг. Это самая большая статуя животного в Балтийских странах.
В скульптуре «Корова» Тауно Кангро решил увековечить самую популярную в Австралии породу Абердин-ангус, чьих сородичей в «австралийском» ресторане рядом с аппетитом и поедают.
На территории пярнуского яхтклуба стоит памятник легендарному капитану Кихну Йынну. История его такова. В 1848 году на эстонском острове Кихну в деревне Роотсикюла родился Энн Ууэтоа, прозванный Кихну Йыннем. Мальчишка с детства дружил с морем и из простого паренька с крохотного острова стал настоящим «морским волком». Всё его образование — три дня в морской школе Палдиски, удостоверение капитана получил как практик, имеющий большой опыт безаварийного плавания по морю. Йынн брался вести самые утлые суда в самые отчаянные шторма, и удача всегда сопутствовала ему. «Если судно хорошее, то и море будет рычать под его килем», — поговаривал капитан (это высказывание Тауно Кангро выгравировал на памятнике Кихну Йынну в Пярну). Юхан Смуул написал об этом капитане книгу, а Юри Ярвет сыграл роль Дикого капитана в одноимённом фильме (1971). Могила капитана находится на единственном кладбище острова Кихну. Капитан погиб в бурю 19 ноября 1913 года у берегов Дании. Его останки вернулись на родину лишь в 1992 году.
Мемориальная доска, посвящённая «Балтийской цепи», была открыта в 25-ю годовщину (2014 год) одного из крупнейших событий периода борьбы за восстановление государственной независимости Эстонии в Пярну на улице Айса, 39, где родилась идея её проведения. «Балтийский путь», в ходе которого была образована живая цепь людей от Таллина через Ригу до Вильнюса, проводилась в память о подписанном к тому времени 50 лет назад договоре между СССР и гитлеровской Германией, обрекшем на поглощение Советским Союзом и три Балтийские государства. Это крупнейшая из когда либо проводившихся совместно тремя народами акций и вообще крупнейшая акция мирного протеста в истории Европы. Она включена в программу Памяти мира ЮНЕСКО.
В июле 2015 года, в день празднования своего 35-летия, маленький городок рядом с Таллином Маарду заявил о себе как о городе, где есть место романтике. Оказывается, в этих краях были свои «Ромео и Джульетта», с которыми связана легенда об основании мызы Маарду. Кульминацией праздника стало открытие в городе бронзовой скульптуры маардуским влюбленным, созданной Тауно Кангро. Говорят, что когда-то молодых попыталась разлучить баронесса, поселившаяся на мызе у озера Маарду, но безуспешно.
В миниатюрном виде работы Кангро можно увидеть в его городской мастерской, а крупные формы или, как говорит сам Тауно, монументы, хранятся в его загородном доме (Гранитной вилле) в Лайтсе. Обширные помещения Гранитной виллы служат не только домом скульптору и его семье. Здесь же располагается мастерская, а часть помещений второго этажа служит гостевыми комнатами. Большую часть первого этажа занимает холл, который увешен картинами и малыми формами (скульптуры небольшого размера) мастера. В обширном холле часто проходят концерты разных исполнителей, побывать на которых может любой человек.
Кангро изготовил три меча с рукоятками из дуба, посаженного в Таллине Петром I, один из них — специально для Санкт-Петербурга — преподнёс в дар Валентине Матвиенко. По замыслу автора, меч с именами всех градоначальников Северной столицы за три столетия на клинке должен стать символом мудрого управления Санкт-Петербургом и передаваться последующим губернаторам.

## Выставки
С 1992 года у Тауно Кангро состоялось 26 персональных выставок на родине и 33 за рубежом, в частности, в Финляндии, Австрии, Бельгии, Голландии, Литве, Латвии, Норвегии, Франции, Швеции, Германии, Дании, Китае, Польше, Беларуси и России. Он также принимал участие в двадцати одной совместной выставке.

## Высказывания
- «Я не страдаю манией величия и не считаю, что ценность работы зависит от её размера, просто у каждого художника свой формат. И мой формат большой: я — монументалист по духу»[1].
- «Ничего не поделать: если ты закажешь у Кангро семь метров, получишь все двенадцать»[1].
- «Два ценных навыка, которые у меня есть, это способность работать и способность выбирать друзей»[1].
- «Каждый человек должен уметь справляться с собой. Если он не может с собой справиться — это или его вина или есть реальная причина: война, леность, пьянство. Одна из причин, почему художники не могут справляться с собой — это зависть и горечь. Водка и таблетки не помогут. Я бы предложил относиться к жизни позитивно»[29].
- «В каждой профессии есть озлобленные люди. Несомненно, процент самоубийств и эмоционального перегорания среди художников один из самых высоких… Художник всегда сомневается в себе. Художник всегда должен искать свой собственный путь. Это очень нервная и нестабильная профессия»[29].
- «Я, в общем, люблю все цветы, но я не сторонник этих букетов, которые заворачивают в красочную бумагу. Они, по слухам, нравятся только русским и пьяным финнам»[11].
- «У меня немного болит сердце за „Счастливого трубочиста“ — он слишком мал. Рост трубочиста 1 метр 17 сантиметров. И бугорок, сделанный под ним, тоже слишком мал»[30].
- «Ядовито-красный нос и шутовское обрюзглое лицо с красивыми формами. А если серьёзно — надо подумать…» (ответ на вопрос эстонского журналиста, сделал бы он скульптуру Ельцина, если бы ему её заказали)[30].
- О Монументе Победы в Освободительной войне: «У меня был совершенно готовый эскиз — начинающийся на горке Харью „Источник Свободы“ и с двух сторон люди как в Балтийской цепи. Но он не отвечал условиям конкурса. А что касается этого стеклянного креста, то я бы мог сделать то же самое в пять раз дешевле из чёрного гранита. Доставил бы из Финляндии чёрный гранит, отполировал — и он бы стоял вечно»[30].
- «Свинки очень хороши, потому что можно играть с формами и вкладывать эмоции в скульптуру. Интересно, что люди узнают себя в забавных свинках и отождествляют себя с этими животными. Проходят, останавливаются и говорят: „Ой, вот это я“»[12].
- «Церетели — не русский художник, он адепт, я бы сказал, агрессивного грузинско-еврейского стиля… Но 95 % скульптур, что я вижу в Москве, — его. Я в Тбилиси согласен видеть его стиль, но не в России… Церетели продал душу»[12].
- «Любовь к ребёнку начинается не в тот момент, когда он рождается, а когда он ещё в животе у будущей матери, и очень приятно наблюдать это отношение, этот контакт»[31].

## История «Калевипоэга, возвращающегося домой»
Самая крупная бронзовая скульптура в Прибалтике — статуя Калевипоэга высотой 21 метр — изначально должна была появиться в Таллинском заливе во второй половине 2009 года. Город решил возвести скульптуру Калевипоэга еще в 2005 году, а 26 января 2007 года на конкурсе идей для этого проекта победила работа Тауно Кангро «Калевипоэг возвращается домой». По мнению комиссии, остальные две работы, представленные на конкурс, не соответствовали условиям конкурса. В результате комиссия решила, что приз за первое место в размере ста тысяч крон вручён не будет. За работу «Калевипоэг возвращается домой» Кангро был награждён призом за второе место в размере 70 тысяч эстонских крон.
Кангро тогда отметил, что для создания скульптуры ему понадобится по меньшей мере три года. Монумент планировалось возвести на холме Маарьямяэ, напротив замка Орлова (построен в 1874 году по воле графа Анатолия Владимировича Орлова-Давыдова). Надводная часть статуи, за которую отвечал сам скульптор, в 2009 году оценивалась в 53 миллиона эстонских крон (примерно 340 тысяч евро), стоимость же всего проекта была вообще не известна. Для решения вопросов, связанных с созданием скульптуры, Тауно Кангро создал недоходное объединение «Калевипоэг возвращается домой» (MTÜ „Kalevipoja kojutulek”).
Однако проект установки скульптуры замер на долгие годы. Долгое время было непонятно, откуда же придут деньги на то, чтобы установить в заливе огромную фигуру Калевипоэга, держащего в руках лодку с людьми. Кроме того, сразу после объявления результатов конкурса борьбу против установки в Балтийском заливе «Калевипоэга» Кангро начали художники, утверждая, что скульптура в художественном отношении нехороша и не годится в городском контексте.
По словам скульптора Яака Соанса, созданный Тауно Кангро Калевипоэг — безногий национальный герой, униженно преклоняющий колени перед мемориалом советским воинам [прим. после восстановления независимости Эстонии этот мемориал на Маарьямяэ находится в запущенном состоянии].
«Автор Тауно Кангро в неоднократных выступлениях говорил о Калевипоэге, стоящем по колено в море, возвращающемся домой и несущем своему народу счастье. К сожалению, упущен из виду тот факт, что Калевипоэг, осуществлённый по нынешним планам, никогда не доберется ни до дому, ни до берега, поскольку он забетонирован в морское дно — иными словами, навсегда останется пленником моря, ветров и льда, — написал Яак Соанс на полосе мнений в газете „Ээсти Пяэвалехт”. — Кангро считает, что Калевипоэг вернулся из кругосветного путешествия домой (согласно эпосу, речь идет о путешествии на край света) и привёз с собой людей из других стран — не думаю, что это китайцы или негры, скорее, зарубежные эстонцы. На самом деле, эти до смерти испуганные людишки находятся у него на коленях в каком-то соуснике, напоминающем лодку».
«Для страха есть повод, поскольку Калевипоэг, согбенный и склонённый, со взглядом, устремлённым в землю, несёт их как дань прямо к мемориалу Маарьямяэ, будто принося их в жертву героическим русским солдатам, оккупантам, от которых когда-то бежали зарубежные эстонцы, которых Калевипоэг насильно тащит теперь обратно», — заключил Яак Соанс.
Многие горожане также не поддержали ни мрачный, грубо отёсанный проект Кангро, ни саму идею возвышающейся в море многометровой фигуры.
Весной 2016 года MTÜ «Kalevipoja kojutulek» представил Департаменту технического надзора официальное ходатайство о возведении монументальной скульптуры, из которого следовало, что в сотрудничестве с городом Таллином в Таллинском заливе, в 100 метрах от берега, планируется установка скульптуры Калевипоэга высотой 23,6 метра вместе с относящимися к ней ледовыми заграждениями и морским электрокабелем. Глубина моря в месте предполагаемой установки около метра, и предполагалось, что люди могут дойти до скульптуры по воде. В ходатайстве Кангро отметил, что судьба скульптуры решается уже 19 с половиной лет, и что за это время технологии усовершенствовались, и теперь возможно сделать скульптуру более лёгкой и прочной — из двухкомпонентного полиуретана, покрытого металлом.
Совет Департамента технического надзора проголосовал против проекта. До этого против высказались также Таллинский департамент городского планирования, Департамент охраны памятников истории и культуры и Таллинский департамент культуры.